# Thecla thalesa
Thecla thalesa är en fjärilsart som beskrevs av William Chapman Hewitson 1867. Thecla thalesa ingår i släktet Thecla och familjen juvelvingar. Inga underarter finns listade i Catalogue of Life.